# هورسماندن
هورسماندن (به انگلیسی: Horsmonden) یک روستا و محله مدنی در بریتانیا است که در Tunbridge Wells واقع شده‌است. هورسماندن ۱٬۶۲۰ نفر جمعیت دارد.